# Илфорд
И́лфорд (англ. Ilford) — пригородный район Лондона, административный центр округа Редбридж, расположенный в 9 милях к северо-востоку от Чаринг-кросса и играющий ключевую роль в разработанном в 2004 году плане развития Большого Лондона (см. План Лондона).

## История
Илфорд, поначалу — селение, затем небольшой город в графстве Эссекс — начал стремительно развиваться после 1839 года, когда через него прошла железная дорога, и уже в начале XX века примкнул к границам Большого Лондона, частью которого считается с 1965 года.